# Val-d'Oise
Val-d'Oise là một tỉnh của Pháp, thuộc vùng hành chính Île-de-France, tỉnh lỵ Pontoise, bao gồm 3 quận với các quận lỵ còn lại là: Argenteuil, Sarcelles.